# Lisa Stauffer
Lisa Imhoof-Stauffer (* 14. Januar 1931 in Aarau; † 14. November 2009 ebenda, Heimatort Sigriswil BE) war eine Schweizer Textilkünstlerin, Malerin und Zeichnerin. 
Ihre geometrischen Bildwerke stehen der konstruktiven Kunst nahe.

## Leben
In Aarau geboren, wuchs Lisa Imhoof nebst vier Geschwistern in einem streng religiösen Elternhaus auf. In Aarau besuchte sie auch die Primar- und Bezirksschule. Von 1947 bis 1952 besuchte sie die Fachklasse für Grafik an der Kunstgewerbeschule Zürich. Danach arbeitete sie als Grafikerin und wissenschaftliche Illustratorin  und gestaltete Sgraffiti, Mosaike und Glasfenster. 
Die Jahre von 1954 bis 1957 verbrachte sie in Paris. 1957 heiratete sie den Botaniker Hans Stauffer, mit dem sie drei Kinder hatte und wieder in Aarau lebte. Für seine wissenschaftlichen Publikationen zeichnete sie kleine und kleinste Pflanzenteile mit Hilfe einer Binokularlupe ab. Ihr Mann starb 1965 an einer Krankheit, die er sich im Ausland zugezogen hatte. Ab 1975 lebte sie in Zofingen mit dem Maler und Zeichner Jacques Knecht (1930–1988). Sie bezog dann ein Atelier in der «Klus» in Küttigen.
Von 1967 an beschränkte sie sich fast ausschliesslich auf das Gestalten und Weben von Bildteppichen. Diese Technik hatte sie sich autodidaktisch angeeignet. Sie wob bis an ihr Lebensende, auch wenn die Webkunst später fast vollständig aus dem Kunstbetrieb verschwand. Bei ihrem Tod war das letzte Werk zu vier Fünfteln fertig.

## Ausstellungen
- 1956, 3. bis 17. Juni: Lisa Imhoof, Eva Baumann, Heidi Hasler; Gewerbemuseum Aarau
- 1977, 12. bis 27. März: Jacques Knecht, Lisa Stauffer; Galerie im Trudelhaus, Baden AG
- 1985, 8. bis 24. November: Lisa Stauffer, Marianne Steiner; Galerie Staufferhaus, Unterentfelden
- 1992, 14. bis 29. November: Spittel Küttigen
- 1995, 5. bis 16. Juni: Gemeindehaus Spreitenbach
- 2003, Juni: Lisa Stauffer, Rosmarie Vogt-Rippmann; Galerie Elisabeth Staffelbach, Aarau
- 2007, 14. April bis 13. Mai: Lisa Stauffer, Hans Anliker; Kunsthaus Zofingen
- 2016, 16. Januar bis 28. Februar: Geteilter Raum, Kunsthaus Zofingen[2]

## Rezeption
1993 repräsentierte sie in Minsk das Aargauer Kunstschaffen zusammen mit Marianne Kuhn und Christine Knuchel.
Der indische Regisseur B. R. Viswanat schuf einen Dokumentarfilm über Lisa Stauffers Leben und Werk, der am 24. Januar 2016 Schweizer Premiere hatte.